# 貝葉斯商學院

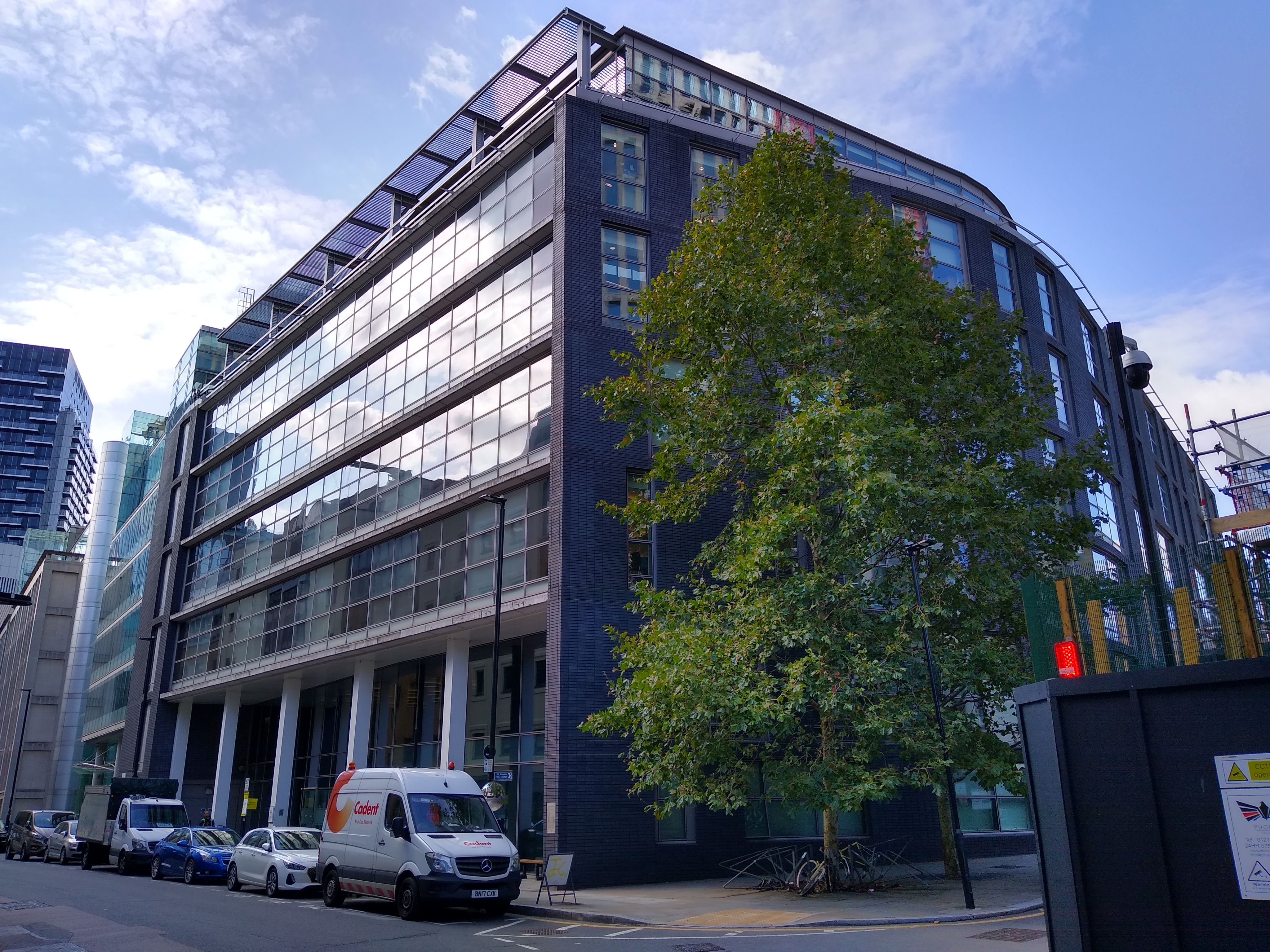

贝叶斯商學院（Bayes Business School），前稱卡斯商學院（Cass Business School），官方称呼为倫敦大學贝叶斯商学院（Bayes Business School, City, University of London），是全世界最著名的商學院之一，目前是英國倫敦大學的成員學院。坐落于英国伦敦市金融城中心，亦是倫敦大學城市學院的商學院。贝叶斯商學院是全球排名前十五位的商學院，在歐洲眾多商學院排名上位居前十名，全英國前五位。其金融、精算、航运，能源和房地產系學科分別在不同權威排名榜上穩坐全英第一位。

## 学校综述
贝叶斯商學院是倫敦大學和倫敦大學城市學院的一部分。此前名为伦敦城市商学院，后于2002年8月因约翰·卡斯爵士基金数百万英镑的巨额捐赠而改为卡斯商學院。英國君主伊莉莎白二世亦在2003年為學院主持改名的儀式。贝叶斯商學院享有高度自治權，屬於半獨立機構，有屬於自己的管理架構、獨立的全球排名、自行招收學生以及學生活動安排。
其研究所教學特點為以實務導向多於理論導向，因此其大部分的教授必須有長時間的業界工作經驗才能於倫敦大學城市商學院任教，也因此讓學院在就業力排名中排全球前20強。
2020年7月，學院宣布取消與約翰·卡斯爵士的聯繫的商學院名稱，並簡單地命名為倫敦大學城市商學院，直到協商結束後重新命名。
在2020年金融時報的歐洲商學院排名中，贝叶斯商學院位居英國第六位、歐洲第25位。由於其學院眾多的教授曾任職不同500強企業，贝叶斯商學院是伦敦市金融城中心和金絲雀碼頭內，四大 (會計師行)，摩根大通、美林證券、高盛、摩根士丹利及各大金融機構在英國首選的畢業生招聘地點。此外，其碩士畢業生起薪點也是繼倫敦商學院和牛津大學後，全英國第三高。
贝叶斯商學院的精算系、金融系、能源学、房地产学、和管理系學科的教育領域水平都有極高的聲譽。其金融學科尤其出色，位列英國第二，全球第三；房地產學科在過往十年是英國3甲，2018年和2019年穩坐英國第一，房地產學系世界排名亦是世界前25位；每年為英國測量業界培訓了一定數量的產業測量師（即房地產估價師), 畢業生就業率為98%，大部份進身世界四大房地產公司：CBRE;JLL;Knight Frank; Savills。精算学位列欧洲第一，全球第二（仅次于沃顿商学院）。是註冊會計師，精算师及特許金融分析師體系內最富盛名的學校。此外，該校的能源金融交易碩士課程更是全球首創和在業界享負盛名，每年為石油產業、航運及對沖基金的行業提供獨有的人才。
贝叶斯商學院連續十年進入《經濟學人》雜誌全球二十大商學院排名，為政商界培育出多位精英及著名企業家。
贝叶斯商學院是少數獲得 （页面存档备份，存于）,包括Association to Advance Collegiate Schools of Business(AACSB), the Association of MBAs(AMBA) 和 European Quality Improvement System (EQUIS) 的三重認證，全世界僅有100間商學院擁有三重認證。在商业管理研究领域，倫敦大學城市商學院在2008英国政府官方的学术研究评估报告（Research Assessment Exercise）中的得分位居全英商学院前十名。此外，倫敦大學城市商學院在各类商学院排名中均连续多年取得了极高的名次、排名最高的為財金類碩士。在“金融時報”排名中名列前五名的商學院，2013年學院全英位居第4、全欧第8。直至2018年學院依然位居全英第4、全欧第10、全球前25。2017年學院財金工商管理碩士排名全球第12位、全英第4位。另外學院在QS全球250所商學院中排名是歐洲前十的商學院，全球排名前15位。
贝叶斯商學院在东伦敦著名的新兴金融区：金丝雀码头（Canary Wharf）开启了其专为EMBA暨高级经理培训（Executive Education）而设立的第二个校区，校区位于One Canada Square。
贝叶斯商學院分成三个系，即：精算系、金融系、和管理系。学院前任院长为大衛·柯里教授（馬里波恩男爵，英国上议院议员），他于2007年四月卸任，继任者是Richard Gillingwater。

## 排名
- QS世界大學排名:

1. 根據2013年 QS 全球200強商學院報告 (Global 200 Business Schools Report 2013/14)，倫敦大學城市商學院在財金(Finance)分類下排名世界第27名，全英國第三名，並且被歸類在最高等之中(Band 3)，而在營運管理(Operations Management) 分類下排名世界第42位。
2. 根據2017年 QS 世界大學排名 （页面存档备份，存于），倫敦大學城市商學院在會計與財金、商業與管理項目皆為英國前10名。
3. 根據2017年 QS 世界250強商學院總排名，倫敦大學城市商學院排名非常出色。在就業力(Employability) 項目排名英國第8名，歐洲第18名，並在學術研究中(Research Excellence)排名英國第8名，為歐洲前20強，排名僅次於傳統歐洲名校們之後，如倫敦商學院LBS, 法國INSEAD, 德國Mannheim, 義大利Bocconi等。此外，Cass被推類於"頂尖就業力商學院"(Top-Tier Employability business schools)。

- 英國Financial Times財金時報:

1. 根据2013年排名，學院財金碩士(MSc Finance)世界排名第15位，管理学硕士世界排名第17位，全英國排名第2位。
2. 根据2014年排名，倫敦大學城市商學院排名全英國第4位，全歐洲第19位。
3. 根據2017年排名，其財金碩士(MSc Finance)為世界第20名，全英國排名第4名。

- EDUNIVERSAL BestMaster （页面存档备份，存于）排名:

1. 2018年房地產碩士(MSc in Real Estate)成為世界排名23，英國第1名。
2. 2017年在會計與審計(Accounting & Audit)分類下國際會計與財金碩士(MSc in International Accounting & Financ)排名全英國第五位。
3. 2017年在保險(Insurance)分類下保險與風險管理碩士(MSc in Insurance & Risk Management)排名世界第12名，英國第一名。
4. 2017年在行銷學分類下其行銷碩士(MSc in Marketing Strategy and Innovation)排名為全英國第6位。

- 其他排名:

1. 根據2017年 TIMES 高等教育排名 （页面存档备份，存于），其商學和經濟排名為全英國第八名。(註: City, University of London之經濟系歸類在"藝術與社會科學學院"下非在卡斯商學院下)。
2. 根據2015 BBC 報導 （页面存档备份，存于），倫敦大學城市商學院在畢業生收入排名全英國第五位。
3. 根据卫报2013年Good University Guide排名，倫敦大學城市商學院的本科商科专业全英國排名第二位。
4. 根據英國 Research Excellence Framework 2014排名，學院在商業與管理研究類排名全英國第六位。

## 學院 MBA排名
學院提供为期一年的全职MBA学习项目和为期两年的兼职EMBA学习项目。
1. 根據金融時報2017年排名 ，（页面存档备份，存于）其MBA在創業(Top MBAs for entrepreneurship)項目中排名全英國第2，世界第7。
2. 根据金融时报2017年排名 （页面存档备份，存于），學院EMBA项目全球排名第31位，全英國第3位。
3. 根劇金融時報2017年排名 （页面存档备份，存于），學院MBA项目全球排名第37位，全英國第5位。
4. 根據金融時報2017年排名 （页面存档备份，存于），學院財金MBA(Top MBAs for Finance)排名全球第25位，全英第四位，充分支持業界稱金融專業為其強項的說法。
5. 2012年經濟學人 The Economist's Which MBA? 排名，Cass 全職 MBA 位全球第30名。
6. 2014年經濟學人 The Economist's Which MBA? 排名，Cass 全職 MBA 位全英國第8位，全歐洲第18位。
7. 2016年經濟學人 The Economist's Which MBA? （页面存档备份，存于） 排名，Cass 全職 MBA 位全英國第5位。

## 研究生项目
倫敦大學城市商學院可授予20多种研究生专业，以利于学生侧重于不同的职业发展方向。
學院的研究生项目第一无二的设计充分考虑了学科的广度及知识的深度，它涵盖了非常广泛的专业领域，从零售银行、中央银行、投资银行的资产管理到数量金融，从资产定价到金融服务业及慈善业的投资管理。所有课程共有的一个显著特点是學院将金融、管理以及专业学科的广泛理论与更广泛的从业实践相结合，通过案例分析、实地考察或聘请相关领域专家的方式来推行學院的理念。

## 研究中心
- 精算研究中心（The Actuarial Research Centre）
- 非传统投资研究中心（Alternative Investments Research Centre，AIRC）
- 亚洲商业研究中心（Asian Business Research Centre）
- 银行学研究中心（Centre for Banking Studies）
- 慈善业效力研究中心（Centre for Charity Effectiveness）
- 计量分析研究中心（Centre for Econometric Analysis，CEA@Cass）
- 金融法规和金融犯罪研究中心（Centre for Financial Regulation and Crime，CFRC）
- 领导力、学习和转变研究中心（Centre for Leadership, Learning and Change，CLLC）
- 新技术、创新和创业研究中心（Centre for New Technologies, Innovation and Entrepreneurship，CENTIVE）
- 公司管理研究中心（Centre for Research in Corporate Governance）
- 欧洲金融市场和金融机构研究中心（Centre for Research on European Financial Markets and Institutions，CREFMI）
- 新兴市场研究小组（Emerging Markets Group, EMG）
- 电影商业研究中心（Film Business Research Centre）
- 国际海运、贸易和金融研究中心（International Centre for Shipping, Trade and Finance）
- 养老金研究协会（Pensions Institute）
- 私募股权和风险资本研究中心（Private Equity and Venture Capital Research Centre，PERC）
- 房地产金融研究中心（Research Centre for Real Estate Finance）
- 风险研究协会（Risk Institute）

## 著名校友
- 張寶欣 -2017香港小姐競選: 最受歡迎香港小姐
- Stelios Haji-Ioannou爵士 -easyGroup创始人
- Muhtar Kent - 可口可乐公司CEO。此前为可口可乐公司高级执行副主席，可口可乐国际主席和首席运营官COO
- Peter Cullum - 欧洲最大独立保险中介Towergate Partnership （页面存档备份，存于）创始人
- David Kelly - 旅游网站lastminute.com创始人和首席运营官COO
- 傅帆 - 赛领国际投资基金董事长，赛领资本管理有限公司董事长，上海国际集团有限公司 董事、总裁，上海股权托管交易中心 董事长，上海科创中心股权投资基金管理有限公司 董事长
- David Essex - Bemrose集团主席
- 刘明康 - 中国银监会前主席
- Dick Olver - BAE系统（BAE Systems）主席，路透社董事局董事
- Andrew Pople - Kessler Financial Services International (KFSI)主席，以及The Kessler Group副主席
- Syed Ali Raza - 巴基斯坦国家银行总裁及主席
- Kiran Rao - 空中巴士（Airbus）营销及定价政策高级副总裁
- Kelvin Milgate - 荷兰银行（ABN Amro Bank）商品衍生物（Commodity Derivatives）交易员。在全英30岁以下30名顶级交易员的排名中名列第17（来源: Trader Monthly）
- Carol Sergeant - 勞埃德TSB銀行集團首席风险董事
- Mark Turrell - Imaginatik协同创始人、CEO
- Gareth Wong - GamBond和Gaming Money Summit创始人，Network Europe首席体验官CXO
- Durmuş Yılmaz - 土耳其中央银行行长
- David Woodward - Aabar Petroleum Investments公司CEO，此前为BP石油总裁
- Phillip Monks - Europe Arab Bank plc，CEO

## 备注
1. ↑  . City, University of London. 6 July 2020  [6 July 2020]. （原始内容存档于2020-09-15）.
2. ↑  . Cass Business School. 2006-11-27  [2006-12-03]. （原始内容存档于2007-09-27）.

51°31′19.50″N 0°05′24.70″W / 51.5220833°N 0.0901944°W